# Miguel de Benavides

Miguel de Benavides

Miguel de Benavides (rond 1550 - 26 juli 1605) was een Spaans rooms-katholiek geestelijke. De Benavides was de tweede aartsbisschop van aartsbisdom Manilla en staat tevens bekend als de stichter van de University of Santo Tomas.
De Benavides arriveerde in 1587 als een van de eerste Dominicaanse missionarissen in de Filipijnen. In 1591 keerde hij terug naar Spanje, waar hij procureur van zijn provincie werd. Op 14 augustus 1595 werd hij benoemd tot eerste bisschop van het nieuwe bisdom Nueva Segovia. Twee jaar later, in 1597, werd hij ingewijd als bisschop, waarna hij begin 1598 terugkeerde in de Filipijnen. Na de dood van Ignacio Santibáñez in datzelfde jaar werd De Benavides op 7 oktober 1602 benoemd tot nieuwe aartsbisschop van Manilla. Drie jaar later, op 26 juli 1605 overleed hij.

## De oprichting van de University of Santo Tomas
In zijn testament had de aartsbisschop opgenomen dat zijn bezittingen ter waarde van 1500 peso en zijn boekencollectie gebruikt diende te worden voor de oprichting van een instituut voor hoger onderwijs. De Dominicaanse broeder Bernardo de Santa Catalina voerde Benavides laatste wens uit door met het geld dat was aangevuld met de nalatenschap van enkele andere overleden personen een gebouw te kopen in de buurt van de Dominicaanse kerk en abdij in Intramuros. De koning verleende in 1609 toestemming voor het oprichten van een college. Zodoende werd op 28 april 1611 de Colegio de Nuestra Señora del Santísimo Rosario' opgericht. Later werd de naam veranderd in Colegio de Santo Tomas naar de Dominicaanse theoloog Thomas Aquinas. Op 20 november 1645 werd het college door Paus Innocentius X verheven tot een universiteit, waarmee het na de Universidad Máximo van de Jezuïeten (1590) de tweede door de paus en de koning goedgekeurde universiteit van de Filipijnen werd.